# Tornike Kipiani
Tornike Kipiani, född 11 december 1987 i Tbilisi, är en georgisk sångare. Han vann den första säsongen av georgiska X Factor 2014. Han skulle även ha representerat Georgien i Eurovision Song Contest 2020 i Rotterdam efter att ha vunnit georgiska Idol. Låten han skulle framfört heter "Take Me As I Am" och skulle framföras i den andra semifinalen den 14 maj 2020. Låten kommer dock inte att få tävla eftersom 2020 års tävling ställdes in på grund av coronavirusutbrottet 2019–2021. Kipiani kommer istället att representera Georgien i Eurovision Song Contest 2021 med en ny låt.